# Roda JC Kerkrade in het seizoen 2016/17
Dit artikel geeft een voorlopig overzicht van Roda JC Kerkrade in het seizoen 2016/17.

## Selectie/Staf

### Selectie
- = Aanvoerder |  = Blessure |  = Geschorst

| Nr. | Nat.                                      | Naam                | Positie      | Leeft. | Seiz. |
| --- | ----------------------------------------- | ------------------- | ------------ | ------ | ----- |
| 1   | Vlag van Nederland                        | Benjamin van Leer   | Keeper       | 25     | 3e    |
| 2   | Vlag van Slovenië                         | Martin Milec        | Verdediger   | 25     | 2e    |
| 3   | Vlag van Nederland · Vlag van Duitsland   | Christian Kum       | Verdediger   | 31     | 1e    |
| 4   | Vlag van Bosnië en Herzegovina            | Ognjen Gnjatić      | Middenvelder | 25     | 1e    |
| 5   | Vlag van Nederland                        | Ard van Peppen      | Verdediger   | 31     | 4e    |
| 6   | Vlag van Nederland                        | Nathan Rutjes       | Middenvelder | 33     | 3e    |
| 7   | Vlag van België                           | Tom Van Hyfte       | Middenvelder | 31     | 3e    |
| 8   | Vlag van Nederland                        | Adil Auassar        | Middenvelder | 30     | 1e    |
| 9   | Vlag van Duitsland · Vlag van Oekraïne    | Dani Schahin        | Aanvaller    | 27     | 1e    |
| 11  | Vlag van België                           | Beni Badibanga      | Aanvaller    | 21     | 1e    |
| 14  | Vlag van Nigeria                          | Abdul Ajagun        | Middenvelder | 24     | 1e    |
| 15  | Vlag van Nederland                        | Gyliano van Velzen  | Aanvaller    | 23     | 1e    |
| 16  | Vlag van Spanje                           | Marcos Gullón       | Middenvelder | 28     | 2e    |
| 17  | Vlag van Nederland · Vlag van Suriname    | Mikhail Rosheuvel   | Aanvaller    | 26     | 1e    |
| 18  | Vlag van Nederland                        | Jens van Son        | Middenvelder | 29     | 2e    |
| 19  | Vlag van Nederland                        | Mitchel Paulissen   | Aanvaller    | 24     | 6e    |
| 20  | Vlag van Nederland                        | Daryl Werker        | Verdediger   | 22     | 4e    |
| 21  | Vlag van Bulgarije                        | Simeon Raykov       | Aanvaller    | 27     | 1e    |
| 22  | Vlag van België                           | Yves De Winter      | Keeper       | 30     | 1e    |
| 23  | Vlag van Wales                            | Simon Church        | Aanvaller    | 28     | 1e    |
| 24  | Vlag van Oostenrijk                       | Stefan Savić        | Middenvelder | 23     | 1e    |
| 25  | Vlag van Griekenland                      | Thanasis Papazoglou | Aanvaller    | 29     | 1e    |
| 26  | Vlag van Nederland                        | Nick Wolters        | Keeper       | 23     | 2e    |
| 27  | Vlag van Duitsland                        | Frederic Ananou     | Verdediger   | 19     | 1e    |
| 29  | Vlag van Nederland                        | Tim Blättler        | Aanvaller    | 22     | 2e    |
| 30  | Vlag van Nederland                        | Mohamed El Makrini  | Aanvaller    | 29     | 1e    |
| 32  | Vlag van België · Vlag van Turkije        | Ali Yasar           | Verdediger   | 22     | 1e    |
| 33  | Vlag van België · Vlag van Turkije        | Kahraman Demirtapa  | Verdediger   | 23     | 1e    |
| 44  | Vlag van België · Vlag van Congo-Kinshasa | Bryan Verboom       | Verdediger   | 25     | 1e    |

### Staf
| Functie           | Naam                  |
| ----------------- | --------------------- |
| Hoofdtrainer      | Yannis Anastasiou     |
| Assistent-trainer | Rick Plum             |
| Assistent-trainer | René Trost            |
| Keeperstrainer    | Robert-Jan Zoetmulder |
| Team Manager      | Ger Senden            |

| Functie           | Naam           |
| ----------------- | -------------- |
| Club arts         | Rutger Sanders |
| Verzorger/Masseur | Norbert Keulen |
| Verzorger         | Michel Somers  |
| Fysiotherapeut    | Martijn Smeets |
| Fysiotherapeut    | Jim Snackers   |

### Aangetrokken
| Nat.                                      | Naam                | Van                      | Bijzonderheden    |
| ----------------------------------------- | ------------------- | ------------------------ | ----------------- |
| Vlag van Nederland                        | Roel Brouwers       | Borussia Mönchengladbach |                   |
| Vlag van Nederland                        | Adil Auassar        | Excelsior                |                   |
| Vlag van Nederland · Vlag van Suriname    | Mikhail Rosheuvel   | SC Cambuur               |                   |
| Vlag van Duitsland                        | Frederic Ananou     | 1. FC Köln               |                   |
| Vlag van Nederland · Vlag van Duitsland   | Christian Kum       | FC Utrecht               |                   |
| Vlag van Duitsland · Vlag van Oekraïne    | Dani Schahin        | 1. FSV Mainz 05          |                   |
| Vlag van Spanje                           | Marcos Gullón       | Apollon Limassol         |                   |
| Vlag van Curaçao · Vlag van Nederland     | Rigino Cicilia      | RKC Waalwijk             | einde huurperiode |
| Vlag van Mexico                           | Santiago Palacios   | MVV Maastricht           | einde huurperiode |
| Vlag van Nederland                        | Jens van Son        | Fortuna Sittard          | einde huurperiode |
| Vlag van Slovenië                         | Martin Milec        | Standard Luik            | gehuurd           |
| Vlag van Nederland                        | Daryl Werker        | MVV Maastricht           | einde huurperiode |
| Vlag van België                           | Bart Biemans        | FC Den Bosch             | einde huurperiode |
| Vlag van België · Vlag van Marokko        | Nayib Lagouireh     | Fortuna Sittard          | einde huurperiode |
| Vlag van België · Vlag van Turkije        | Ali Yasar           | Jong Roda JC             |                   |
| Vlag van België · Vlag van Turkije        | Kahraman Demirtapa  | Jong Roda JC             |                   |
| Vlag van Nederland                        | Mitchel Paulissen   | VVV Venlo                | einde huurperiode |
| Vlag van Denemarken · Vlag van Israël     | David Boysen        | Brøndby IF               |                   |
| Vlag van Cyprus                           | Nestoras Mitidis    | AEK Larnaca              |                   |
| Vlag van Nigeria                          | Abdul Ajagun        | Panathinaikos FC         | gehuurd           |
| Vlag van België                           | Yves De Winter      | Sint-Truidense VV        |                   |
| Vlag van Wales                            | Simon Church        | MK Dons                  |                   |
| Vlag van Griekenland                      | Thanasis Papazoglou | KV Kortrijk              |                   |
| Vlag van België · Vlag van Congo-Kinshasa | Bryan Verboom       | Zulte Waregem            | gehuurd           |
| Vlag van België                           | Beni Badibanga      | Standard Luik            | gehuurd           |
| Vlag van Oostenrijk                       | Stefan Savić        | Slaven Belupo            |                   |
| Vlag van Bosnië en Herzegovina            | Ognjen Gnjatić      | Platanias                |                   |
| Vlag van Nederland                        | Mohamed El Makrini  | Odense BK                |                   |
| Vlag van Nederland                        | Gyliano van Velzen  | FC Volendam              |                   |
| Vlag van Bulgarije                        | Simeon Raykov       | Lokomotiv Plovdiv        |                   |
| Vlag van Frankrijk · Vlag van Marokko     | Lyes Houri          | SC Bastia                | gehuurd           |

### Vertrokken
| Nat.                                      | Naam                | Naar                  | Bijzonderheden    |
| ----------------------------------------- | ------------------- | --------------------- | ----------------- |
| Vlag van Nederland                        | Edwin Gyasi         | Aalesunds FK          |                   |
| Vlag van Mexico                           | Santiago Palacios   | Pumas UNAM            |                   |
| Vlag van Ghana                            | Richmond Boakye     | Atalanta Bergamo      |                   |
| Vlag van Nederland                        | Jorrit Smeets       | Fortuna Sittard       |                   |
| Vlag van Nederland                        | Brian Jacobs        | VV Chevremont         |                   |
| Vlag van Australië                        | Rostyn Griffiths    | Perth Glory           |                   |
| Vlag van Nederland                        | Jordy Buijs         | Pandurii Târgu Jiu    |                   |
| Vlag van Nederland · Vlag van Marokko     | Hicham Faik         | SBV Excelsior         |                   |
| Vlag van België                           | Martijn Monteyne    | KSV Roeselare         |                   |
| Vlag van België                           | Maecky Ngombo       | Fortuna Düsseldorf    |                   |
| Vlag van Zweden                           | Kristoffer Peterson | FC Utrecht            | einde huurperiode |
| Vlag van Australië · Vlag van Kroatië     | Tomi Jurić          | FC Luzern             |                   |
| Vlag van Curaçao · Vlag van Nederland     | Rigino Cicilia      | Port Vale FC          |                   |
| Vlag van Nederland · Vlag van Suriname    | Rydell Poepon       | Boluspor              |                   |
| Vlag van Nederland                        | Yannick Derix       | EVV                   |                   |
| Vlag van Nederland                        | Arjan Swinkels      | FCO Beerschot Wilrijk |                   |
| Vlag van België                           | Bart Biemans        | FC Den Bosch          |                   |
| Vlag van België                           | Bram Verbist        | -                     | einde carrière    |
| Vlag van België · Vlag van Marokko        | Nayib Lagouireh     | n.n.b.                |                   |
| Vlag van Turkije · Vlag van Duitsland     | Uğur İnceman        | Eskişehirspor         |                   |
| Vlag van Kazachstan · Vlag van België     | Georgi Zhukov       | Standard Luik         | einde huurperiode |
| Vlag van Nederland                        | Roel Brouwers       | -                     | einde carrière    |
| Vlag van Denemarken · Vlag van Israël     | David Boysen        | Lyngby BK             |                   |
| Vlag van Cyprus                           | Nestoras Mitidis    | AEK Larnaca           | verhuurd          |
| Vlag van Nederland · Vlag van Afghanistan | Farshad Noor        | SC Cambuur            | verhuurd          |
| Vlag van Australië · Vlag van Portugal    | Daniel De Silva     | Perth Glory           | einde huurperiode |
| Vlag van Nederland                        | Mike van Duinen     | Fortuna Düsseldorf    | einde huurperiode |

## Statistieken

### Eindstand
| pos | club             | gs | w | g  | v  | pnt | dv | dt | ds  |
| --- | ---------------- | -- | - | -- | -- | --- | -- | -- | --- |
| 14. | PEC Zwolle       | 34 | 9 | 8  | 17 | 35  | 39 | 67 | −28 |
| 15. | Sparta Rotterdam | 34 | 9 | 7  | 18 | 34  | 42 | 61 | −19 |
| 16. | N.E.C.           | 34 | 9 | 7  | 18 | 34  | 32 | 59 | −27 |
| 17. | Roda JC Kerkrade | 34 | 7 | 12 | 15 | 33  | 26 | 51 | −25 |
| 18. | Go Ahead Eagles  | 34 | 6 | 5  | 23 | 23  | 32 | 73 | −41 |

### Legenda
| Kleur | Kwalificatie voor                                 |
| ----- | ------------------------------------------------- |
|       | Play-offs tegen degradatie naar de Eerste divisie |
|       | Degradatie naar de Eerste divisie                 |

### Winst/Gelijk/Verlies
| Speelronde | 1 | 2 | 3 | 4 | 5 | 6 | 7 | 8 | 9 | 10 | 11 | 12 | 13 | 14 | 15 | 16 | 17 | 18 | 19 | 20 | 21 | 22 | 23 | 24 | 25 | 26 | 27 | 28 | 29 | 30 | 31 | 32 | 33 | 34 |
| ---------- | - | - | - | - | - | - | - | - | - | -- | -- | -- | -- | -- | -- | -- | -- | -- | -- | -- | -- | -- | -- | -- | -- | -- | -- | -- | -- | -- | -- | -- | -- | -- |
| W/G/V      | G | G | V | G | V | V | V | V | V | W  | G  | G  | G  | G  | G  | V  | G  | V  | V  | W  | V  | G  | W  | V  | V  | W  | V  | V  | W  | G  | W  | V  | W  | V  |

Winst
Gelijk
Verlies

### Positieverloop
| Speelronde | 1  | 2  | 3  | 4  | 5  | 6  | 7  | 8  | 9  | 10 | 11 | 12 | 13 | 14 | 15 | 16 | 17 | 18 | 19 | 20 | 21 | 22 | 23 | 24 | 25 | 26 | 27 | 28 | 29 | 30 | 31 | 32 | 33 | 34 | Eindstand |
| ---------- | -- | -- | -- | -- | -- | -- | -- | -- | -- | -- | -- | -- | -- | -- | -- | -- | -- | -- | -- | -- | -- | -- | -- | -- | -- | -- | -- | -- | -- | -- | -- | -- | -- | -- | --------- |
| Stand      | 12 | 11 | 14 | 14 | 16 | 17 | 17 | 18 | 17 | 18 | 18 | 18 | 18 | 17 | 17 | 17 | 17 | 17 | 18 | 17 | 17 | 17 | 14 | 15 | 17 | 16 | 16 | 18 | 16 | 17 | 15 | 15 | 15 | 17 | 17        |

* = Speelronde nog bezig

## Vriendschappelijk
| | VV Schinveld | 0 – 8 (0 – 3)    | Roda JC Kerkrade                                                                             | Opstelling Roda JC Kerkrade: |
| 2 juli 2016, 18:00 uur Plaats: Schinveld Stadion: Burgemeester Adamssportpark Toeschouwers: 1.500 Scheidsrechter: ? |              | Wedstrijdverslag | 3' Rutjes 9' Schahin 43' Noor 51' (pen.), 67' Auassar 58' Van Son 80' Paulissen 90' Palacios | Van Leer (46' Wolters), Milec (46' Ananou), Kum (46' Werker), Yasar (46' Van Peppen), Gúllon (46' Brouwers), De Silva (46' Paulissen), Rutjes (46' Inceman), Noor (46' Van Son), Van Hyfte (46' Auassar), Rosheuvel (46' Palacios), Schahin (46' Blättler) |

| | VV Schaesberg | 1 – 4 (0 – 2)    | Roda JC Kerkrade                                      | Opstelling Roda JC Kerkrade: |
| 5 juli 2016, 19:00 uur Plaats: Schaesberg Stadion: Sportpark Strijthagen Toeschouwers: 1.000 Scheidsrechter: ? | Latten 51'    | Wedstrijdverslag | 16' Van Peppen 18' Palacios 47' Auassar 85' Van Hyfte | Wolters (46' Van Leer), Ananou (70' Stassar), Brouwers (46' Milec), Werker, Van Peppen (46' Yasar), Inceman (46' Gullón), Rutjes (46' Van Hyfte), Auassar (75' Noor), Paulissen (46' De Silva), Noor (46' Rosheuvel), Palacios (75' Paulissen) |

| | VV Chevremont | 1 – 5 (1 – 2)    | Roda JC Kerkrade                                         | Opstelling Roda JC Kerkrade: |
| 9 juli 2016, 18:00 uur Plaats: Chevremont Stadion: Sportpark De Kaffeberg Toeschouwers: ? Scheidsrechter: ? | Goossens 2?'  | Wedstrijdverslag | 21', 80' Rosheuvel 40' (pen.) Auassar 48' Noor ??' Milec | Wolters, Milec, Brouwers, Werker (46' Ananou), Van Peppen (60' Yasar), Auassar (45' Rutjes), Van Hyfte, De Silva, Blättler (45' Noor), Palacios (??' Erhiayel), Rosheuvel |

| | Groene Ster | 0 – 2 (0 – 2)    | Roda JC Kerkrade    | Opstelling Roda JC Kerkrade: |
| 12 juli 2016, 19:00 uur Plaats: Heerlerheide Stadion: Sportpark Pronsebroek Toeschouwers: ? Scheidsrechter: ? |             | Wedstrijdverslag | 26' Noor ??' Werker | Van Leer, Stassar, Brouwers (46' Milec), Werker, Yasar (60' Van Peppen), Rutjes, Auassar (60' Rosheuvel), Paulissen (46' Van Hyfte), Noor, Palacios (46' Erhiayel), Blättler (60' Mytidis) |

| | Roda JC Kerkrade | 1 – 0 (0 – 0)    | Alemannia Aachen | Opstelling Roda JC Kerkrade: |
| 16 juli 2016, 17:00 uur Plaats: Kerkrade Stadion: Parkstad Limburg Stadion Toeschouwers: 3.475 Scheidsrechter: ? | Paulissen 71'    | Wedstrijdverslag |                  | Van Leer, Milec, Ananou, Werker (30' Stassar), Van Peppen (60' Yasar), Van Hyfte (60' Rutjes), De Silva (60' Paulissen), Noor, Blättler (46' Mytidis), Palacios (46' Auassar), Rosheuvel |

| | Roda JC Kerkrade | 1 – 0 (0 – 0)    | Fleetwood Town FC | Opstelling Roda JC Kerkrade: |
| 23 juli 2016, 13:00 uur Plaats: Groesbeek Stadion: Sportpark Zuid Toeschouwers: ? Scheidsrechter: ? | Boysen 70'       | Wedstrijdverslag |                   | Van Leer, Milec, Brouwers (30' Werker), Kum (60' Ananou), Van Peppen, Noor, Auassar (45' Van Hyfte), De Silva (70' Paulissen), Rosheuvel, Mytides, Boysen |

| | Roda JC Kerkrade                    | 3 – 1 (0 – 0)    | RCD Mallorca | Opstelling Roda JC Kerkrade: |
| 27 juli 2016, 19:30 uur Plaats: Kerkrade Stadion: Parkstad Limburg Stadion Toeschouwers: ? Scheidsrechter: ? | Van Hyfte 7' Auassar 19' Boysen 39' | Wedstrijdverslag | 77' Cano     | Van Leer (De Winter), Ananou, Kum (Stassar), Werker (Demirtaş), Van Peppen (Yasar), Van Hyfte (Rutjes), Auassar (Gullón), Noor (De Silva), Rosheuvel (Palacios), Mytides (Blättler), Boysen (Paulissen) |

| | Birmingham City FC | 0 – 0 (0 – 0)    | Roda JC Kerkrade | Opstelling Roda JC Kerkrade: |
| 30 juli 2016, 15:00 uur Plaats: Birmingham Stadion: St. Andrew's Stadium Toeschouwers: 4.218 Scheidsrechter: ? |                    | Wedstrijdverslag |                  | Van Leer, Van Peppen (85' Yasar), Rutjes, Gullón, Noor (46' Paulissen), Ananou (46' Werker), Van Hyfte (77' Demirtaş), Auassar (62' Stassar), Mytidis (74' Palacios), Rosheuvel (72' Blättler), Boysen (46' De Silva) |

## Eredivisie
|                       |                  |     |                       |                                                                                         |
| 7 augustus 2016 16:45 | Roda JC Kerkrade | 1–1 | Heracles Almelo       | Parkstad Limburg Stadion, Kerkrade Toeschouwers: 13.006 Scheidsrechter: Jochem Kamphuis |
| 7 augustus 2016 16:45 | Adil Auassar 72' |     | 33' Jaroslav Navratil | Parkstad Limburg Stadion, Kerkrade Toeschouwers: 13.006 Scheidsrechter: Jochem Kamphuis |

|                        |                                      |     |                                      |                                                                             |
| 13 augustus 2016 19:45 | Ajax                                 | 2–2 | Roda JC Kerkrade                     | Amsterdam ArenA, Amsterdam Toeschouwers: 48.343 Scheidsrechter: Bas Nijhuis |
| 13 augustus 2016 19:45 | Kasper Dolberg 8' Kasper Dolberg 44' |     | 17' Adil Auassar 90+1' Tom van Hyfte | Amsterdam ArenA, Amsterdam Toeschouwers: 48.343 Scheidsrechter: Bas Nijhuis |

|                        |                  |                 |         |                                                                                        |
| 20 augustus 2016 18:30 | Roda JC Kerkrade | 0–1             | Vitesse | Parkstad Limburg Stadion, Kerkrade Toeschouwers: 13.030 Scheidsrechter: Danny Makkelie |
| 20 augustus 2016 18:30 |                  | 22' Lewis Baker |         | Parkstad Limburg Stadion, Kerkrade Toeschouwers: 13.030 Scheidsrechter: Danny Makkelie |

|                        |           |     |                  |                                                                                               |
| 27 augustus 2016 18:30 | Willem II | 0–0 | Roda JC Kerkrade | Koning Willem II-stadion, Tilburg Toeschouwers: 11.200 Scheidsrechter: Martin van den Kerkhof |
| 27 augustus 2016 18:30 |           |     |                  | Koning Willem II-stadion, Tilburg Toeschouwers: 11.200 Scheidsrechter: Martin van den Kerkhof |

|                         |                                            |     |                  |                                                                           |
| 11 september 2016 14:30 | Go Ahead Eagles                            | 2–0 | Roda JC Kerkrade | De Adelaarshorst, Deventer Toeschouwers: 9.213 Scheidsrechter: Ed Janssen |
| 11 september 2016 14:30 | Kevin Brands 27' (pen.) Darren Maatsen 89' |     |                  | De Adelaarshorst, Deventer Toeschouwers: 9.213 Scheidsrechter: Ed Janssen |

|                         |                  |                                                  |               |                                                                                     |
| 17 september 2016 19:45 | Roda JC Kerkrade | 0–3                                              | sc Heerenveen | Parkstad Limburg Stadion, Kerkrade Toeschouwers: 12.407 Scheidsrechter: Bas Nijhuis |
| 17 september 2016 19:45 |                  | 8' Sam Larsson 68' Henk Veerman 77' Arber Zeneli |               | Parkstad Limburg Stadion, Kerkrade Toeschouwers: 12.407 Scheidsrechter: Bas Nijhuis |

|                         | |     |                  |                                                                       |
| 25 september 2016 16:45 | Feyenoord                                                                                              | 5–0 | Roda JC Kerkrade | De Kuip, Rotterdam Toeschouwers: 47.500 Scheidsrechter: Björn Kuipers |
| 25 september 2016 16:45 | Nicolai Jørgensen 25' Karim El Ahmadi 35' Nicolai Jørgensen 83' Jens Toornstra 88' Terence Kongolo 90' |     |                  | De Kuip, Rotterdam Toeschouwers: 47.500 Scheidsrechter: Björn Kuipers |

|                      |                  |                |        |                                                                                    |
| 1 oktober 2016 19:45 | Roda JC Kerkrade | 0–1            | N.E.C. | Parkstad Limburg Stadion, Kerkrade Toeschouwers: 11.915 Scheidsrechter: Kevin Blom |
| 1 oktober 2016 19:45 |                  | 77' Kévin Mayi |        | Parkstad Limburg Stadion, Kerkrade Toeschouwers: 11.915 Scheidsrechter: Kevin Blom |

|                       |           |                  |                  |                                                                                   |
| 16 oktober 2016 14:30 | Excelsior | 0–1              | Roda JC Kerkrade | Stadion Woudestein, Rotterdam Toeschouwers: 3.544 Scheidsrechter: Jochem Kamphuis |
| 16 oktober 2016 14:30 |           | 56' David Boysen |                  | Stadion Woudestein, Rotterdam Toeschouwers: 3.544 Scheidsrechter: Jochem Kamphuis |

|                       |                  |     |              |                                    |
| 22 oktober 2016 19:45 | Roda JC Kerkrade | 1–1 | ADO Den Haag | Parkstad Limburg Stadion, Kerkrade |
| 22 oktober 2016 19:45 |                  |     |              | Parkstad Limburg Stadion, Kerkrade |

|                       |           |     |                  |                            |
| 28 oktober 2016 20:00 | FC Twente | 0–0 | Roda JC Kerkrade | De Grolsch Veste, Enschede |
| 28 oktober 2016 20:00 |           |     |                  | De Grolsch Veste, Enschede |

|                       |            |     |                  |                          |
| 5 november 2016 20:45 | PEC Zwolle | 0–0 | Roda JC Kerkrade | MAC³PARK stadion, Zwolle |
| 5 november 2016 20:45 |            |     |                  | MAC³PARK stadion, Zwolle |

|                        |                  |     |    |                                    |
| 20 november 2016 12:30 | Roda JC Kerkrade | 1–1 | AZ | Parkstad Limburg Stadion, Kerkrade |
| 20 november 2016 12:30 |                  |     |    | Parkstad Limburg Stadion, Kerkrade |

|                        |                  |     |                  |                                      |
| 27 november 2016 12:30 | Sparta Rotterdam | 2–2 | Roda JC Kerkrade | Spartastadion Het Kasteel, Rotterdam |
| 27 november 2016 12:30 |                  |     |                  | Spartastadion Het Kasteel, Rotterdam |

|                       |                  |     |     |                                    |
| 3 december 2016 19:45 | Roda JC Kerkrade | 0–0 | PSV | Parkstad Limburg Stadion, Kerkrade |
| 3 december 2016 19:45 |                  |     |     | Parkstad Limburg Stadion, Kerkrade |

|                       |              |     |                  |                     |
| 9 december 2016 20:00 | FC Groningen | 2–0 | Roda JC Kerkrade | Euroborg, Groningen |
| 9 december 2016 20:00 |              |     |                  | Euroborg, Groningen |

|                        |                  |     |            |                                    |
| 17 december 2016 18:30 | Roda JC Kerkrade | 0–0 | FC Utrecht | Parkstad Limburg Stadion, Kerkrade |
| 17 december 2016 18:30 |                  |     |            | Parkstad Limburg Stadion, Kerkrade |

|                       |                  |     |           |                                    |
| 15 januari 2017 12:30 | Roda JC Kerkrade | 0–2 | Feyenoord | Parkstad Limburg Stadion, Kerkrade |
| 15 januari 2017 12:30 |                  |     |           | Parkstad Limburg Stadion, Kerkrade |

|                       |        |     |                  |                          |
| 22 januari 2017 14:30 | N.E.C. | 2–0 | Roda JC Kerkrade | Goffertstadion, Nijmegen |
| 22 januari 2017 14:30 |        |     |                  | Goffertstadion, Nijmegen |

|                       |                  |     |           |                                    |
| 28 januari 2017 19:45 | Roda JC Kerkrade | 4–0 | Excelsior | Parkstad Limburg Stadion, Kerkrade |
| 28 januari 2017 19:45 |                  |     |           | Parkstad Limburg Stadion, Kerkrade |

|                       |                  |     |      |                                    |
| 5 februari 2017 12:30 | Roda JC Kerkrade | 0–2 | Ajax | Parkstad Limburg Stadion, Kerkrade |
| 5 februari 2017 12:30 |                  |     |      | Parkstad Limburg Stadion, Kerkrade |

|                        |                 |     |                  |                        |
| 11 februari 2017 18:30 | Heracles Almelo | 2–2 | Roda JC Kerkrade | Polman Stadion, Almelo |
| 11 februari 2017 18:30 |                 |     |                  | Polman Stadion, Almelo |

|                        |                  |     |                 |                                    |
| 17 februari 2017 20:00 | Roda JC Kerkrade | 1–0 | Go Ahead Eagles | Parkstad Limburg Stadion, Kerkrade |
| 17 februari 2017 20:00 |                  |     |                 | Parkstad Limburg Stadion, Kerkrade |

|                        |               |     |                  |                                 |
| 25 februari 2017 20:45 | sc Heerenveen | 3–0 | Roda JC Kerkrade | Abe Lenstra Stadion, Heerenveen |
| 25 februari 2017 20:45 |               |     |                  | Abe Lenstra Stadion, Heerenveen |

|                    |     |     |                  |                            |
| 4 maart 2017 19:45 | PSV | 4–0 | Roda JC Kerkrade | Philips Stadion, Eindhoven |
| 4 maart 2017 19:45 |     |     |                  | Philips Stadion, Eindhoven |

|                     |                  |     |              |                                    |
| 12 maart 2017 14:30 | Roda JC Kerkrade | 3–1 | FC Groningen | Parkstad Limburg Stadion, Kerkrade |
| 12 maart 2017 14:30 |                  |     |              | Parkstad Limburg Stadion, Kerkrade |

|                     |                  |     |           |                                    |
| 17 maart 2017 20:00 | Roda JC Kerkrade | 0–3 | FC Twente | Parkstad Limburg Stadion, Kerkrade |
| 17 maart 2017 20:00 |                  |     |           | Parkstad Limburg Stadion, Kerkrade |

|                    |              |     |                  |                           |
| 2 april 2017 14:30 | ADO Den Haag | 4–1 | Roda JC Kerkrade | Kyocera Stadion, Den Haag |
| 2 april 2017 14:30 |              |     |                  | Kyocera Stadion, Den Haag |

|                    |                  |     |            |                                    |
| 6 april 2017 18:30 | Roda JC Kerkrade | 2–1 | PEC Zwolle | Parkstad Limburg Stadion, Kerkrade |
| 6 april 2017 18:30 |                  |     |            | Parkstad Limburg Stadion, Kerkrade |

|                    |    |     |                  |                       |
| 9 april 2017 12:30 | AZ | 1–1 | Roda JC Kerkrade | AFAS Stadion, Alkmaar |
| 9 april 2017 12:30 |    |     |                  | AFAS Stadion, Alkmaar |

|                     |                  |     |                  |                                    |
| 15 april 2017 18:30 | Roda JC Kerkrade | 3–1 | Sparta Rotterdam | Parkstad Limburg Stadion, Kerkrade |
| 15 april 2017 18:30 |                  |     |                  | Parkstad Limburg Stadion, Kerkrade |

|                     |            |     |                  |                              |
| 23 april 2017 12:30 | FC Utrecht | 1–0 | Roda JC Kerkrade | Stadion Galgenwaard, Utrecht |
| 23 april 2017 12:30 |            |     |                  | Stadion Galgenwaard, Utrecht |

|                  |                  |     |           |                                    |
| 7 mei 2017 14:30 | Roda JC Kerkrade | 1–0 | Willem II | Parkstad Limburg Stadion, Kerkrade |
| 7 mei 2017 14:30 |                  |     |           | Parkstad Limburg Stadion, Kerkrade |

|                   |         |     |                  |                   |
| 14 mei 2017 14:30 | Vitesse | 3-0 | Roda JC Kerkrade | GelreDome, Arnhem |
| 14 mei 2017 14:30 |         |     |                  | GelreDome, Arnhem |

## Play-Offs promotie/degradatie

### 2e Ronde (Halve Finale)
|                   |               |                  |                  |                                                                                    |
| 18 mei 2017 18:30 | Helmond Sport | 0–1              | Roda JC Kerkrade | Lavans Stadion, Helmond Toeschouwers: 3.431 Scheidsrechter: Martin van den Kerkhof |
| 18 mei 2017 18:30 |               | 52' Dani Schahin |                  | Lavans Stadion, Helmond Toeschouwers: 3.431 Scheidsrechter: Martin van den Kerkhof |

|                   |                        |     |                         |                                                                                       |
| 21 mei 2017 12:30 | Roda JC Kerkrade       | 1–1 | Helmond Sport           | Parkstad Limburg Stadion, Kerkrade Toeschouwers: 12.449 Scheidsrechter: Siemen Mulder |
| 21 mei 2017 12:30 | Gyliano van Velzen 90' |     | 50' Furhgill Zeldenrust | Parkstad Limburg Stadion, Kerkrade Toeschouwers: 12.449 Scheidsrechter: Siemen Mulder |

### 3e Ronde (Finale)
|                   |                |     |                  |                                                                            |
| 25 mei 2017 19:45 | MVV Maastricht | 0–0 | Roda JC Kerkrade | De Geusselt, Maastricht Toeschouwers: 8.800 Scheidsrechter: Pol van Boekel |
| 25 mei 2017 19:45 |                |     |                  | De Geusselt, Maastricht Toeschouwers: 8.800 Scheidsrechter: Pol van Boekel |

|                   |                  |     |                |                                                                                    |
| 28 mei 2017 14:30 | Roda JC Kerkrade | 1–0 | MVV Maastricht | Parkstad Limburg Stadion, Kerkrade Toeschouwers: 16.019 Scheidsrechter: Ed Janssen |
| 28 mei 2017 14:30 | Daryl Werker 26' |     |                | Parkstad Limburg Stadion, Kerkrade Toeschouwers: 16.019 Scheidsrechter: Ed Janssen |

## KNVB Beker

### 1e Ronde
|                         |                                                                           |     |                  |                                                                                  |
| 21 september 2016 18:30 | PSV                                                                       | 4–0 | Roda JC Kerkrade | Philips Stadion, Eindhoven Toeschouwers: 30.000 Scheidsrechter: Richard Liesveld |
| 21 september 2016 18:30 | Davy Pröpper 25' Gastón Pereiro 34' Davy Pröpper 60' Luciano Narsingh 77' |     |                  | Philips Stadion, Eindhoven Toeschouwers: 30.000 Scheidsrechter: Richard Liesveld |

1 Bucker ·
4 Koglin ·
5 Jansen ·
6 Spieringhs ·
7 Razak ·
8 Müller ·
9 Çukur ·
10 Schwirten ·
11 Griffith ·
13 Röseler ·
14 Breij ·
15 Beerten ·
16 Treichel ·
17 Džepar ·
18 Köther ·
20 Leijten ·
21 Kongolo  ·
22 Kruiver ·
23 Steins ·
24 Boti ·
26 El Meliani ·
27 Bangura ·
30 Van Hemelryck ·
31 Maiorano ·
32 Moro ·
33 Timmermans ·
34 Veendorp ·
35 Doulashi ·
47 Seedorf ·
52 El Maach ·
72 Vancsa ·
77 Sejdiu ·
97 Baeten ·
Coach: Sibum
· Assistent-coach: Henkens
· Assistent-coach: Luijpers
· Keeperstrainer: Telgenkamp
ADO Den Haag ·
Ajax ·
AZ ·
Excelsior ·
Feyenoord ·
Go Ahead Eagles ·
FC Groningen ·
sc Heerenveen ·
Heracles Almelo ·
N.E.C. ·
PEC Zwolle · 
PSV ·
Roda JC Kerkrade ·
Sparta Rotterdam ·
FC Twente ·
FC Utrecht ·
Vitesse ·
Willem II